# Tito Livio Frulovisi
Tito Livio Frulovisi (Geburts- und Sterbedatum unbekannt; 1. Hälfte 15. Jahrhundert) war ein Humanist aus Ferrara, der in Venedig aufwuchs. Er verfasste dort auch seine ersten Werke. Dabei handelt es sich um mehrere Komödien, die von Schuljungen aufgeführt worden. Sie gelten als erste Beispiel für dieses Genre im Italien der Renaissance-Zeit. Zu Beginn der 1430er Jahre reiste Frulovisi nach Neapel und kehrte von dort in seine Geburtsstadt Ferrara zurück. Er fand Anstellung am Hof der herrschenden Este-Familie und widmete dieser 1434 seinen Dialog über die Regierungskünste De Republica. Möglicherweise hat er während seiner Zeit in Ferrara auch zwei weitere Komödien verfasst.
Tito Livio Frulovisi verblieb nicht lange in Ferrara, sondern reiste über die Alpen nach Norden und hielt sich vermutlich ab 1436 in England auf. Anstellung fand er am Hofe von Humphrey, Duke of Gloucester, für den er unter anderem ein Gedicht verfasste, dass die Kriegskünste des Herzogs rühmte. Er verfasste dort auch eine Biographie über Heinrich V., den verstorbenen Bruder des Herzogs. Diese sogenannte Vita Henrici Quinti ist das Werk, für das Tito Livio Frulovisi am besten bekannt ist. Sie galt lange als die früheste Biographie über Heinrich V., die nach dessen Tode entstand. Sie übernimmt jedoch große Teile aus der Vita et Gesta Henrici Quinti, als deren Autor lange Thomas Elmham galt. Die Biographie wurde im 15. Jahrhundert durch Pietro Candido Decembrio ins Italienische und in den ersten Regierungsjahren von Heinrich VIII. ins Englische übersetzt. 
Tito Livio Frulovisie verließ England vermutlich 1438 und kehrte nach Italien zurück. Er lebte eine Zeitlang in Mailand und reiste von dort aus über Frankreich nach Spanien. Über sein späteres Leben ist nur sehr wenig bekannt. 

## Werke
- Tito Livio Frulovisi: Oratoria. Edizione critica, traduzione e commento a cura di Cristina Cocco. Edizioni del Galluzzo, 2010.
- C. W. Previté-Orton (Hrsg.): Opera hactenus inedita T. Livii de Frulovisiis de Ferraria. Cambridge 1932.